# Breno Lorran
Breno Lorran da Silva Talvares, noto semplicemente come Breno Lorran (Teodoro Sampaio, 6 marzo 1995), è un calciatore brasiliano, difensore del Linense.

## Caratteristiche tecniche
È un terzino sinistro.

## Carriera

### Club
Cresciuto nelle giovanili del Grêmio, esordisce in Serie A brasiliana il 20 aprile 2014 nel match perso 1-0 contro l'Athl. Paranaense.

## Statistiche

### Presenze e reti nei club
Statistiche aggiornate al 3 giugno 2017.
| Stagione        | Squadra           | Campionato      | Campionato | Campionato | Coppe nazionali | Coppe nazionali | Coppe nazionali | Coppe continentali | Coppe continentali | Coppe continentali | Altre coppe | Altre coppe | Altre coppe | Totale | Totale |
| Stagione        | Squadra           | Comp            | Pres       | Reti       | Comp            | Pres            | Reti            | Comp               | Pres               | Reti               | Comp        | Pres        | Reti        | Pres   | Reti   |
| --------------- | ----------------- | --------------- | ---------- | ---------- | --------------- | --------------- | --------------- | ------------------ | ------------------ | ------------------ | ----------- | ----------- | ----------- | ------ | ------ |
| 2014            | Grêmio            | A+GAU           | 8+6        | 0          | CB              | 0               | 0               | CL                 | 1                  | 0                  |             | -           | -           | 15     | 0      |
| gen.-giu. 2015  | Vitória Guimarães | PL              | 5          | 0          | TP+TL           | 0+1             | 0               |                    | -                  | -                  |             | -           | -           | 6      | 0      |
| 2015-2016       | Vitória Guimarães | PL              | 2          | 0          | TP+TL           | 0               | 0               | UEL                | 0                  | 0                  |             | -           | -           | 2      | 0      |
| 2016            | Grêmio            | A+GAU           | 0          | 0          | CB              | 0               | 0               |                    | -                  | -                  |             | -           | -           | 0      | 0      |
| 2017            | São Bernardo      | PAU             | 4          | 0          |                 | -               | -               |                    | -                  | -                  |             | -           | -           | 4      | 0      |
| 2017            | Brasil de Pelotas | B               | 3          | 0          | CB              | 0               | 0               |                    | -                  | -                  |             | -           | -           | 3      | 0      |
| Totale carriera | Totale carriera   | Totale carriera | 28         | 0          |                 | 1               | 0               |                    | 1                  | 0                  |             | -           | -           | 30     | 0      |

## Palmarès

### Club

#### Competizioni nazionali
- Coppa del Brasile: 1

Grêmio: 2016